# Polska Liga Curlingu
Polska Liga Curlingu – ogólnopolska liga curlingu, organizowana przez Polską Federację Klubów Curlingowych. Rozgrywana jest od sezonu 2014/2015.
Liga pierwotnie była rozgrywana na trzech torach curlingowych: w Bełchatowie, Pawłowicach i Gdańsku. Następnie od sezonu 2016/2017 wszystkie mecze odbywały się w Bełchatowie. Począwszy od sezonu 2018/2019 rozgrywki ligowe mają miejsce na hali „Curling Łódź” w Łodzi. Obecnie PLC Mężczyzn rozgrywana jest na trzech poziomach rozgrywkowych. W 1. i 2. męskiej PLC rywalizuje po 8 zespołów, natomiast w 3. PLC udział bierze nieregularna liczba drużyn uzależniona od liczby zgłoszeń. Rozgrywki ligi kobiecej w sezonie 2014/15 zgromadziły 7 drużyn. Rok później liga nie odbyła się ze względu na zbyt małą liczbę zgłoszeń, a od sezonu 2016/2017 rozgrywana jest w formie weekendowego turnieju. W sezonie 2021/2022 po raz pierwszy rozgrywki kobiece zostały podzielone na dwa poziomy rozgrywkowe. W 1. PLC Kobiet udział bierze 5 zespołów, a w 2. kobiecej PLC liczba drużyn uzależniona jest od liczby zgłoszeń. Od sezonu 2021/2022 rozgrywki ligowe obejmują również konkurencję par mieszanych.

## Mężczyźni
| Sezon   | Liczba drużyn | Złoto | Srebro | Brąz |
| ------- | ------------- | --- | --- | --- |
| 2014/15 | 12            | Śląski Klub Curlingowy Katowice Tomasz Zioło, Konrad Stych, Bartosz Dzikowski, Michał Kozioł, Jakub Głowania, Karol Kołodziej         | KS Warszowice Damian Herman, Jacek Rokita, Adam Pauszek, Krzysztof Świątek, Radosław Pisarek                                        | Sopot Curling Club Wa ku'ta Borys Jasiecki, Krzysztof Domin, Bartosz Łobaza, Damian Cebula, Marcin Ciemiński, Maciej Kołodziej |
| 2015/16 | 12            | Polska Organizacja Sportowa Łódź Aleksander Grzelka, Mateusz Jadczyk, Paweł Włodarczyk, Paweł Frynia                                  | Śląski Klub Curlingowy Katowice Tomasz Zioło, Konrad Stych, Bartosz Dzikowski, Michał Kozioł, Jakub Głowania, Karol Kołodziej       | KS Warszowice Damian Herman, Jacek Rokita, Adam Pauszek, Krzysztof Świątek, Radosław Pisarek, Rafał Krystkiewicz               |
| 2016/17 | 8             | Polska Organizacja Sportowa Łódź Aleksander Grzelka, Mateusz Jadczyk, Paweł Włodarczyk, Paweł Frynia, Kasper Knebloch, Maksym Grzelka | Krakowski Klub Curlingowy Michał Chudziński, Łukasz Pryczkat, Jerzy Ryba, Paweł Świątkowski, Marcin Stachnik                        | Śląski Klub Curlingowy Katowice Bartosz Dzikowski, Konrad Stych, Maciej Cesarz, Michał Kozioł, Jakub Głowania, Tomasz Zioło    |
| 2017/18 | 10            | AZS Gliwice Konrad Stych, Tomasz Bosek, Tomasz Pluta, Paweł Hertman, Piotr Świeszek                                                   | Polska Organizacja Sportowa Łódź Aleksander Grzelka, Mateusz Jadczyk, Paweł Włodarczyk, Kasper Knebloch, Paweł Frynia, Jeremi Telak | Toruński Klub Curlingowy Bartosz Jakubowski, Paweł Piotrowicz, Mateusz Kulik, Sebastian Lichy                                  |
| 2018/19 | 16            | Sopot Curling Club Wa ku'ta Borys Jasiecki, Konrad Stych, Krzysztof Domin, Bartosz Łobaza, Damian Cebula                              | Polska Organizacja Sportowa Łódź Aleksander Grzelka, Mateusz Jadczyk, Paweł Włodarczyk, Michael Żółtowski, Maksym Grzelka           | AZS Gliwice Tomasz Bosek, Paweł Hertman, Piotr Świeszek, Tomasz Pluta, Mirosław Cholewa                                        |
| 2019/20 | 26            | Polska Organizacja Sportowa Łódź Aleksander Grzelka, Paweł Włodarczyk, Michael Żółtowski, Maksym Grzelka, Mateusz Jadczyk             | AZS Gliwice Tomasz Bosek, Paweł Hertman, Piotr Świeszek, Tomasz Pluta, Michał Kozioł                                                | Media Curling Club Warszawa Rafał Stolarek, Kamil Suchożebski, Mateusz Marcinkowski, Marcin Madej, Tomasz Korolko              |
| 2020/21 | -             | Rozgrywki zostały odwołane w związku z pandemią COVID-19.                                                                             | Rozgrywki zostały odwołane w związku z pandemią COVID-19.                                                                           | Rozgrywki zostały odwołane w związku z pandemią COVID-19.                                                                      |
| 2021/22 | 27            | Polska Organizacja Sportowa Łódź Jeremi Telak, Bartosz Dzikowski, Michael Żółtowski, Jan Karolewski, Kasper Knebloch                  | Media Curling Club Warszawa Konrad Stych, Krzysztof Domin, Marcin Ciemiński, Bartosz Łobaza                                         | KS Warszowice Jacek Rokita, Krzysztof Świątek, Damian Herman, Rafał Krystkiewicz, Bartosz Porwisz                              |
| 2022/23 | 28            | Media Curling Club Warszawa Konrad Stych, Krzysztof Domin, Marcin Ciemiński, Bartosz Łobaza                                           | Polska Organizacja Sportowa Łódź Jeremi Telak, Bartosz Dzikowski, Michael Żółtowski, Jan Karolewski                                 | AZS Gliwice Paweł Hertman, Paweł Frynia, Piotr Świeszek, Marcin Senderski                                                      |
| 2023/24 | 30            | Media Curling Club Warszawa Konrad Stych, Krzysztof Domin, Marcin Ciemiński, Bartosz Łobaza                                           | Polska Organizacja Sportowa Łódź Andrzej Augustyniak, Aleksander Grzelka, Maksym Grzelka, Dawid Mucha, Mateusz Jadczyk              | Polska Organizacja Sportowa Łódź Paweł Włodarczyk, Jeremi Telak, Bartosz Dzikowski, Jan Karolewski                             |
| 2024/25 | 31            | Poznański Klub Curlingowy Borys Jasiecki, Maksymilian Szewczyk, Michał Chudziński, Jakub Dąbrowski, Sławomir Białas                   | Wałbrzyski Klub Curlingowy Konrad Stych, Krzysztof Domin, Marcin Ciemiński, Bartosz Łobaza, Maksym Grzelka                          | KS Warszowice Damian Herman, Krzysztof Świątek, Rafał Krystkiewicz, Mirosław Cholewa, Dominik Szmidt                           |

### Klasyfikacja medalowa
| Klub                             | Złoto | Srebro | Brąz | Razem |
| -------------------------------- | ----- | ------ | ---- | ----- |
| Polska Organizacja Sportowa Łódź | 4     | 4      | 1    | 9     |
| Media Curling Club Warszawa      | 2     | 1      | 1    | 4     |
| AZS Gliwice                      | 1     | 1      | 2    | 4     |
| Śląski Klub Curlingowy Katowice  | 1     | 1      | 1    | 3     |
| Sopot Curling Club Wa ku'ta      | 1     |        | 1    | 2     |
| Poznański Klub Curlingowy        | 1     |        |      | 1     |
| KS Warszowice                    |       | 1      | 3    | 4     |
| Krakowski Klub Curlingowy        |       | 1      |      | 1     |
| Wałbrzyski Klub Curlingowy       |       | 1      |      | 1     |
| Toruński Klub Curlingowy         |       |        | 1    | 1     |

## Kobiety
| Sezon   | Liczba drużyn | Złoto | Srebro | Brąz |
| ------- | ------------- | --- | --- | --- |
| 2014/15 | 7             | AZS Gliwice Marta Pluta, Marta Malinowska, Julia Malinowska, Ewa Stych, Joanna Benet                                                      | Polska Organizacja Sportowa Łódź Adela Walczak, Joanna Waryszak, Zuzanna Rybicka, Maria Stefańska, Joanna Sowińska, Wiktoria Dubrowskaja | Śląski Klub Curlingowy Katowice Marta Szeliga-Frynia, Magdalena Muskus, Justyna Beck, Barbara Karwat, Krystyna Beniger, Magdalena Szyszko |
| 2016/17 | 7             | Polska Organizacja Sportowa Łódź Marta Szeliga-Frynia, Adela Walczak, Zuzanna Rybicka, Maria Stefańska                                    | AZS Gliwice Marta Pluta, Ewa Nogły, Martyna Wilczak, Ewa Stych, Barbara Karwat, Magdalena Wróbel                                         | Krakowski Klub Curlingowy Karolina Startek, Agata Jędrzejczyk, Justyna Wojtas, Aleksandra Bigosińska                                      |
| 2017/18 | 6             | AZS Gliwice Marta Pluta, Ewa Nogły, Martyna Wilczak, Karolina Zaborska, Marta Blacha                                                      | Polska Organizacja Sportowa Łódź Marta Szeliga-Frynia, Adela Walczak, Zuzanna Rybicka, Maria Stefańska, Barbara Karwat, Julia Dyderska   | Media Curling Club Warszawa Marta Kubak, Agnieszka Czaplicka, Anna Rotter, Alicja Piotrowska, Maja Klimecka                               |
| 2018/19 | 7             | Media Curling Club Warszawa Anna Tomczyńska, Katarzyna Selwant, Anna Fijałkowska, Magdalena Dobiszewska, Agnieszka Czaplicka, Aneta Gęśla | Krakowski Klub Curlingowy Katarzyna Staszczak, Anna Fejklowicz, Monika Rodak, Magdalena Wróbel, Magdalena Włodarczyk, Karolina Florek    | Polska Organizacja Sportowa Łódź Marta Szeliga-Frynia, Adela Walczak, Zuzanna Rybicka, Maria Stefańska, Barbara Karwat                    |
| 2019/20 | -             | Rozgrywki nie odbyły się. | Rozgrywki nie odbyły się. | Rozgrywki nie odbyły się. |
| 2020/21 | -             | Rozgrywki zostały odwołane w związku z pandemią COVID-19.                                                                                 | Rozgrywki zostały odwołane w związku z pandemią COVID-19.                                                                                | Rozgrywki zostały odwołane w związku z pandemią COVID-19.                                                                                 |
| 2021/22 | 9             | Polska Organizacja Sportowa Łódź Zuzanna Rybicka, Karolina Startek, Aneta Lipińska, Magdalena Włodarczyk, Adela Walczak                   | Polska Organizacja Sportowa Łódź Marta Szeliga-Frynia, Monika Wosińska, Julia Dyderska, Barbara Karwat, Magdalena Kołodziej              | AZS Gliwice Ewa Nogły, Klaudia Szmidt, Justyna Wojtas, Magdalena Herman, Marta Leszczyńska                                                |
| 2022/23 | 9             | Polska Organizacja Sportowa Łódź Zuzanna Rybicka, Karolina Startek, Katarzyna Staszczak, Magdalena Włodarczyk, Adela Walczak              | Media Curling Club Warszawa Aneta Lipińska, Ewa Nogły, Marta Leszczyńska, Magdalena Kołodziej                                            | Krakowski Klub Curlingowy Magdalena Wróbel, Monika Rodak, Małgorzata Hałas, Natalia Olejarczyk, Justyna Wojtas                            |
| 2023/24 | 10            | Media Curling Club Warszawa Aneta Lipińska, Ewa Nogły, Marta Leszczyńska, Magdalena Kołodziej                                             | Polska Organizacja Sportowa Łódź Marta Szeliga-Frynia, Julia Dyderska, Aleksandra Bigosińska, Monika Pietruszka, Maja Frynia             | Polska Organizacja Sportowa Łódź Zuzanna Rybicka, Karolina Startek, Katarzyna Grzelka, Magdalena Włodarczyk, Marta Pluta                  |
| 2024/25 | 10            | Media Curling Club Warszawa Aneta Lipińska, Ewa Nogły, Marta Leszczyńska, Magdalena Kołodziej, Julia Dyderska                             | Polska Organizacja Sportowa Łódź Zuzanna Rybicka, Karolina Startek, Katarzyna Grzelka, Magdalena Włodarczyk, Zuzanna Śliwińska           | Poznański Klub Curlingowy Magdalena Gieleciak, Justyna Wojtas, Monika Rodak, Małgorzata Hałas, Marta Blacha                               |

### Klasyfikacja medalowa
| Klub                             | Złoto | Srebro | Brąz | Razem |
| -------------------------------- | ----- | ------ | ---- | ----- |
| Polska Organizacja Sportowa Łódź | 3     | 5      | 2    | 10    |
| Media Curling Club Warszawa      | 3     | 1      | 1    | 5     |
| AZS Gliwice                      | 2     | 1      | 1    | 4     |
| Krakowski Klub Curlingowy        |       | 1      | 2    | 3     |
| Śląski Klub Curlingowy Katowice  |       |        | 1    | 1     |
| Poznański Klub Curlingowy        |       |        | 1    | 1     |

## Pary mieszane
| Sezon   | Liczba drużyn | Złoto                                                               | Srebro                                                              | Brąz                                                          |
| ------- | ------------- | ------------------------------------------------------------------- | ------------------------------------------------------------------- | ------------------------------------------------------------- |
| 2021/22 | 15            | Polska Organizacja Sportowa Łódź Zuzanna Rybicka, Bartosz Dzikowski | Polska Organizacja Sportowa Łódź Marta Szeliga-Frynia, Paweł Frynia | Polska Organizacja Sportowa Łódź Julia Dyderska, Jeremi Telak |
| 2022/23 | 8             | Polska Organizacja Sportowa Łódź Adela Walczak, Andrzej Augustyniak | Polska Organizacja Sportowa Łódź Marta Szeliga-Frynia, Paweł Frynia | Polska Organizacja Sportowa Łódź Julia Dyderska, Jeremi Telak |
| 2023/24 | 10            | Media Curling Club Warszawa Aneta Lipińska, Konrad Stych            | Polska Organizacja Sportowa Łódź Marta Szeliga-Frynia, Paweł Frynia | Polska Organizacja Sportowa Łódź Julia Dyderska, Jeremi Telak |

### Klasyfikacja medalowa
| Klub                             | Złoto | Srebro | Brąz | Razem |
| -------------------------------- | ----- | ------ | ---- | ----- |
| Polska Organizacja Sportowa Łódź | 2     | 3      | 3    | 8     |
| Media Curling Club Warszawa      | 1     |        |      | 1     |

## Łączna klasyfikacja medalowa
| Klub                             | Złoto | Srebro | Brąz | Razem |
| -------------------------------- | ----- | ------ | ---- | ----- |
| Polska Organizacja Sportowa Łódź | 9     | 12     | 6    | 27    |
| Media Curling Club Warszawa      | 6     | 2      | 2    | 10    |
| AZS Gliwice                      | 3     | 2      | 3    | 8     |
| Śląski Klub Curlingowy Katowice  | 1     | 1      | 2    | 4     |
| Sopot Curling Club Wa ku'ta      | 1     |        | 1    | 2     |
| Poznański Klub Curlingowy        | 1     |        | 1    | 2     |
| Krakowski Klub Curlingowy        |       | 2      | 2    | 4     |
| KS Warszowice                    |       | 1      | 3    | 4     |
| Wałbrzyski Klub Curlingowy       |       | 1      |      | 1     |
| Toruński Klub Curlingowy         |       |        | 1    | 1     |